# Michael Richards
Michael Anthony Richards (Culver City, California, 24 de julio de 1949) es un actor, escritor, productor de televisión y comediante estadounidense. Es conocido especialmente por su interpretación de Cosmo Kramer en la comedia de televisión Seinfeld, por la cual recibió el premio Primetime Emmy al mejor actor de reparto en una serie de comedia tres veces. 
Richards comenzó su carrera como comediante, y entró por primera vez en el centro de atención nacional cuando apareció en el primer especial de televisión por cable de Billy Crystal. Luego pasó a convertirse en un habitual de la serie Fridays, de ABC. Antes de Seinfeld, hizo numerosas apariciones como invitado en una variedad de programas de televisión, como Cheers. Sus créditos cinematográficos incluyen So I Married an Axes Assder, Airheads, Young Doctors in Love, Problem Child, Coneheads, UHF y Trial and Error, uno de sus pocos papeles principales. Durante la carrera de Seinfeld, hizo una aparición especial en Mad About You. Después de Seinfeld, Richards protagonizó su propia comedia, The Michael Richards Show, que duró menos de una temporada completa. 
Cuando Seinfeld terminó en 1998, Richards volvió a la comedia stand-up. Incitó furor en los medios de comunicación mientras actuaba en el club de comedia Laugh Factory a fines de 2006, luego de que se publicara un video de un teléfono celular en el que se lanzaba a una diatriba racista improvisada después de interrupciones anteriores de un grupo de miembros de la audiencia que llegaban tarde.  Posteriormente, debido a la importante cobertura mediática del evento, anunció su retiro del stand-up a principios de 2007. Apareció como él mismo en la séptima temporada de Curb Your Enthusiasm en 2009, actuando junto a sus compañeros de reparto por primera vez desde el final de Seinfeld, satirizando su incidente en Laugh Factory. En 2013, Richards regresó a la televisión cuando interpretó el papel de Frank en la comedia de situación Kirstie.

## Primeros años

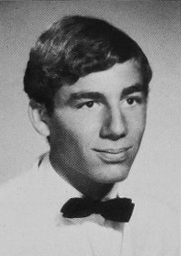
Richards en su último año en la escuela secundaria Thousand Oaks, California, 1967

Richards nació en Culver City, California, en una familia católica, hijo de Phyllis (de soltera Nardozzi), bibliotecaria de registros médicos de ascendencia italiana, y William Richards, ingeniero eléctrico de ascendencia escocesa e inglesa. Su padre murió en un accidente automovilístico cuando Michael tenía dos años y su madre nunca se volvió a casar.
Richards se graduó de la preparatoria Thousand Oaks. Fue reclutado en el ejército de Estados Unidos en 1970. Se formó como médico y estuvo destinado en Alemania Occidental. Después de ser dado de baja honorablemente utilizó los beneficios del G.I. Bill para inscribirse en el Instituto de las Artes de California, y recibió un BA en drama de The Evergreen State College en 1975. También tuvo un acto de improvisación de corta duración con Ed Begley, Jr. Durante este período, se matriculó en Los Angeles Valley College y continuó apareciendo en producciones estudiantiles.

## Carrera
Richards tuvo su gran oportunidad televisiva en 1979, apareciendo en el primer especial de televisión por cable de Billy Crystal. En 1980, comenzó como uno de los miembros del reparto en el programa de televisión Fridays, de la ABC, donde Larry David era escritor. Esto incluyó un suceso famoso en el que el actor invitado Andy Kaufman se negó a decir sus líneas del guion, lo que llevó a Richards a tomar las tarjetas de señalización y arrojárselas a Kaufman, lo que provocó que este arrojara su bebida en la cara a Richards antes de que se produjera una pequeña pelea (Richards luego afirmó que todo estaba preparado y que él sabía que era una broma). La película Man on the Moon presentó una recreación del incidente de Andy Kaufman en el que Richards fue interpretado por el actor Norm Macdonald (aunque nunca se lo menciona por su nombre, por lo que podría ser visto como un personaje compuesto que toma el lugar de Richards).
En 1989, Richards tuvo un papel secundario en la comedia UHF, de "Weird Al" Yankovic, como el portero Stanley Spadowski. En televisión, Richards también apareció en Miami Vice (como un corredor de apuestas sin escrúpulos), Cheers (como un personaje que trata de cobrar una vieja apuesta a Sam Malone), e hizo varias apariciones como invitado con Jay Leno como un experto en fitness propenso a los accidentes. 
Según una entrevista con el productor ejecutivo David Hoberman, la ABC concibió la serie Monk como una comedia policial procesal con un personaje parecido al inspector Clouseau, con un trastorno obsesivo-compulsivo. Hoberman dijo que ABC quería que Richards interpretara a Adrian Monk, pero él lo rechazó.

### Seinfeld

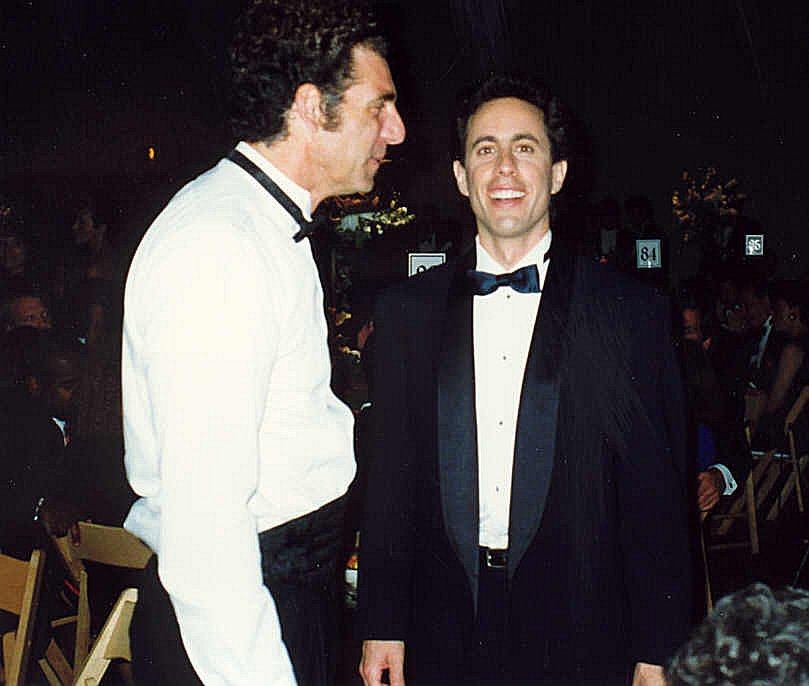
Richards con Jerry Seinfeld en la 44.ª edición de los premios Emmy en 1992

En 1989, Richards fue elegido para interpretar a Cosmo Kramer en la serie de televisión de la NBC Seinfeld, que fue creada por el miembro del elenco de Fridays Larry David y el comediante Jerry Seinfeld. A pesar de que tuvo un comienzo lento, a mediados de la década de 1990, el programa se había convertido en una de las comedias más populares en la historia de la televisión. La serie finalizó su carrera de nueve años en 1998 con el número 1 en las calificaciones de Nielsen. En el entorno de Seinfeld, a Kramer generalmente se lo menciona solo por su apellido y es el vecino del personaje homónimo del programa. El primer nombre de Kramer, Cosmo, fue revelado en el episodio de la sexta temporada "The Switch". 
Richards ganó más premios Emmy que cualquier otro miembro del reparto en Seinfeld, llevándose a casa el premio al Mejor Actor de Reparto en una Serie de Comedia en 1993, 1994 y 1997. 
A partir de 2004, él y sus compañeros del elenco de Seinfeld proporcionaron entrevistas y comentarios de audio para los DVD de Seinfeld, pero Richards dejó de proporcionar comentarios de audio después de la temporada 5, aunque continuó brindando entrevistas.

### El show de Michael Richards
En el 2000, después del final de Seinfeld, Richards comenzó a trabajar en una nueva serie para NBC, su primer gran proyecto desde el final de Seinfeld, El Show de Michael Richards, por el cual el actor recibió créditos como coautor y como coproductor ejecutivo. El programa fue concebido originalmente como una comedia de misterio protagonizada por Richards como un investigador privado torpe. Sin embargo, después de que el primer piloto fallara con las audiencias de prueba, la NBC ordenó que el programa se cambiara a una comedia de situación más convencional, basada en la oficina, antes de su estreno. Después de unas pocas semanas de malas calificaciones y críticas negativas, fue cancelada. 

### Incidente de Laugh Factory en 2006
Durante una actuación de stand-up el 17 de noviembre de 2006 en el club Laugh Factory en Hollywood, California, Richards gritó palabras racistas a un pequeño grupo de miembros de la audiencia que habían tratado de interrumpirlo. Dijo varias veces "¡Eres un negro!", y se refirió al linchamiento y las leyes de Jim Crow. Kyle Doss, miembro del grupo al que se dirigió Richards, dijo que el grupo había llegado a la mitad de la presentación, explicando: 

Esto es lo que pasó. Cuando entramos, nos sentamos y comenzamos a pedir bebidas. Y, como pedimos bebidas, supongo que estamos siendo un poco ruidosos, porque había 20 de nosotros pidiendo bebidas. Y él dijo: "Mira a los estúpidos mexicanos y negros que son ruidosos allá arriba". Eso es lo primero que dijo. Y luego siguió con su parte. Y luego, después de un rato, le dije: "Mi amigo no cree que seas gracioso". Y luego, cuando le dije eso, fue cuando se dio la vuelta y me dijo: "Que te den, Negro". Y así es como empezó todo.

Richards hizo una disculpa pública cuando habló por satélite en el Late Show con David Letterman, cuando Jerry Seinfeld fue el invitado, diciendo: "Para mí, estar en un club de comedia y darme la vuelta y decir esta mierda, lo siento profundamente. No soy un racista, pero esto me está volviendo loco". La audiencia inicialmente se rio de Richards usando el término "negros"; en un momento dado, Seinfeld reprendió a la audiencia: "Paren de reír, no es gracioso". Richards dijo que había estado tratando de desactivar la excitación por ser aún más escandaloso, pero que había fracasado. Más tarde llamó a los líderes de los derechos civiles Al Sharpton y Jesse Jackson para pedir disculpas. También apareció como invitado en el programa de radio sindicado de Jackson. Sin embargo, tanto Doss como Sharpton se han negado a aceptar las disculpas de Richards, y el primero dice "... si quisiera disculparse, podría haber contactado a alguien del grupo... pero no lo hizo. Se disculpó en cámara solo porque la cinta salió a la luz".
El incidente fue posteriormente parodiado en varios programas de televisión, incluyendo MadTV, Family Guy, South Park y Extras. En un episodio de Curb Your Enthusiasm, Richards apareció como él mismo y se burló del incidente. En un episodio de 2012 de la serie web de Seinfeld Comedians in Cars Getting Coffee, Richards admitió que el arrebato todavía lo perseguía, y fue una de las principales razones de su retirada del stand-up.

### Papeles de cameo, apariciones como invitado y papeles en películas
Richards se interpretó a sí mismo en el segundo episodio de la primera temporada, titulado "The Flirt Episode" (1992), de la serie de HBO The Larry Sanders Show. Richards también tuvo un papel secundario en la película de comedia de suspense So I Married an Ax Murderer, acreditado como "hombre insensible". Luego interpretó al empleado de la estación de radio Doug Beech en Airheads y coprotagonizó con Jeff Daniels como un actor que pretendía ser abogado en Trial and Error, de 1997. También hizo apariciones como invitado en las series Miami Vice, Night Court y Cheers. 
En 2007, Richards interpretó al personaje Bud Ditchwater en la película animada Bee Movie, protagonizada y producida por Jerry Seinfeld. En 2009, Richards y los otros miembros principales del elenco de Seinfeld aparecieron en la séptima temporada de la serie Curb Your Enthusiasm. En 2012, Richards apareció en la serie de comedia Comedians in Cars Getting Coffee, conducido por Jerry Seinfeld. En 2014, Richards apareció como presidente de Crackle en un tráiler de la temporada 5. 
Richards desempeñó el papel de Frank en la comedia de situación Kirstie, protagonizada por Kirstie Alley y Rhea Perlman, y estrenada en TV Land el 4 de diciembre de 2013. El show fue cancelado luego de emitirse una temporada.

## Vida personal
Richards estuvo casado con Cathleen Lyons, una terapeuta familiar, durante 18 años. Tienen una hija, Sofía (n. 1975). Richards y Lyons se separaron en 1992 y se divorciaron un año después. En 2010, Richards se casó con su novia Beth Skipp. Han estado juntos desde 2002 y tienen un hijo.

## Filmografía

### Cine
| Año  | Título                | Rol                    | Notas                                                                             |
| ---- | --------------------- | ---------------------- | --------------------------------------------------------------------------------- |
| 1982 | Young Doctors In Love | Malamud Callahan       |                                                                                   |
| 1984 | The House of God      | Dr. Pinkus             |                                                                                   |
| 1985 | Transilvania 6-5000   | Fejos                  |                                                                                   |
| 1986 | Whoops Apocalypse     | Lacrobat               |                                                                                   |
| 1989 | UHF                   | Stanley Spadowski      |                                                                                   |
| 1990 | Problem Child         | Martin Beck            |                                                                                   |
| 1993 | Coneheads             | Empleado de motel      |                                                                                   |
| 1993 | Una novia sin igual   | Hombre insensible      |                                                                                   |
| 1994 | Airheads              | Doug Beech             |                                                                                   |
| 1994 | Los Picapiedra        | Hombre de papel        |                                                                                   |
| 1995 | Unstrung Heroes       | Danny Lidz             | Nominado: American Comedy Award al actor de reparto más divertido en una película |
| 1997 | Caperucita Redux      | El lobo                | Voz; cortometraje                                                                 |
| 1997 | Trial and Error       | Richard 'Ricky' Rietti |                                                                                   |
| 2007 | Bee Movie             | Bud Ditchwater         | Voz                                                                               |
| 2013 | Walk the Light        | Lester                 | Cortometraje                                                                      |

### Televisión
| Año       | Título                           | Rol                   | Notas |
| --------- | -------------------------------- | --------------------- | --- |
| 1980–1982 | Fridays                          | Varios papeles        | 54 episodios; también escritor |
| 1982      | Faerie Tale Theatre              | King Geoffeey         | Episodio: "The Tale of the Frog Prince" |
| 1983      | Herndon                          | Dr. Herndon P. Stool  | Película para televisión |
| 1984      | Faerie Tale Theatre              | Vince                 | Episodio: "Pinocchio" |
| 1984      | At Your Service                  | Rick the gardener     | Película para televisión |
| 1984      | Night Court                      | Eugene Sleighbough    | Episodio: "Take My Wife, Please" |
| 1984      | The Ratings Game                 | Sal                   | Película para televisión |
| 1985      | Tall Tales & Legends             | Sneaky Pete           | Episodio: "My Darlin' Clementine" |
| 1984–1985 | St. Elsewhere                    | Bill Wolf             | 5 episodios |
| 1985      | Cheers                           | Eddie Gordon          | Episodio: "Bar Bet" |
| 1985      | Scarecrow and Mrs. King          | Petronus              | Episodio: "Car Wars" |
| 1985      | Slickers                         | Mike Blade            | Película para televisión |
| 1985      | It's a Living                    | Hager                 | Episodio: "Desperate Hours" |
| 1985      | Hill Street Blues                | Agente Especial Durpe | Episodio: "An Oy for an Oy" |
| 1986      | Miami Vice                       | Pagone                | Episodio: "The Fix" |
| 1986      | A Year in the Life               | Ronnie                | 3 episodios |
| 1986      | Fresno                           | Matón #2              | 5 episodios |
| 1987      | Jonathan Winters: On the Ledge   | Varios papeles        | Especial de televisión |
| 1987–1988 | Marblehead Manor                 | Rick                  | 11 episodios |
| 1989      | Camp MTV                         | Stanley Spadowski     | Película para televisión |
| 1989–1998 | Seinfeld                         | Cosmo Kramer          | 178 episodios Primetime Emmy Award for Outstanding Supporting Actor in a Comedy Series (1993–94, 1997) Screen Actors Guild Award for Outstanding Performance by an Ensemble in a Comedy Series (1995, 1997–98) Nominado—American Comedy Award for Funniest Supporting Male in a Television Series Nominado—American Comedy Award for Funniest Supporting Male in a Television Series (compartido con Jason Alexander) Nominado—Primetime Emmy Award for Outstanding Supporting Actor in a Comedy Series (1995–96) Nominado—Satellite Award for Best Actor – Television Series Musical or Comedy Nominado—Screen Actors Guild Award for Outstanding Performance by an Ensemble in a Comedy Series Nominado—Screen Actors Guild Award for Outstanding Performance by a Male Actor in a Comedy Series (1996–98) |
| 1992      | Dinosaurs                        | Director              | Voz Episodio: "Wesayso Knows Best" |
| 1992      | Mad About You                    | Cosmo Kramer          | Episodio: "The Apartment" |
| 1992      | The Larry Sanders Show           | Él mismo              | Episodio: "The Flirt Episode" |
| 1996      | London Suite                     | Mark Ferris           | Película para televisión |
| 2000      | David Copperfield                | Mr. Wilkins Micawber  | Película para televisión |
| 2000      | The Michael Richards Show        | Vic Nardozza          | 7 episodios; también cocreador y productor ejecutivo |
| 2009      | Curb Your Enthusiasm             | Michael Richards      | 3 episodios |
| 2014      | Comedians in Cars Getting Coffee | Michael Richards      | 3 episodios |
| 2013–2014 | Kirstie                          | Frank                 | 12 episodios |

## Premios y nominaciones

### Premios Emmy
| Año  | Categoría                                      | Serie o miniserie | Resultado |
| ---- | ---------------------------------------------- | ----------------- | --------- |
| 1993 | Mejor actor de reparto en una serie de comedia | Seinfeld          | Ganador   |
| 1994 | Mejor actor de reparto en una serie de comedia | Seinfeld          | Ganador   |
| 1995 | Mejor actor de reparto en una serie de comedia | Seinfeld          | Nominado  |
| 1996 | Mejor actor de reparto en una serie de comedia | Seinfeld          | Nominado  |
| 1997 | Mejor actor de reparto en una serie de comedia | Seinfeld          | Ganador   |

### Sindicato de Actores de Cine
| Año  | Categoría                                                                                     | Serie    | Resultado |
| ---- | --------------------------------------------------------------------------------------------- | -------- | --------- |
| 1995 | Premio del Sindicato de Actores a la mejor interpretación del reparto de una serie de comedia | Seinfeld | Ganador   |
| 1997 | Premio del Sindicato de Actores a la mejor interpretación del reparto de una serie de comedia | Seinfeld | Ganador   |
| 1998 | Premio del Sindicato de Actores a la mejor interpretación del reparto de una serie de comedia | Seinfeld | Ganador   |